# Plagiomimicus media
Plagiomimicus media är en fjärilsart som beskrevs av Morrison 1875. Plagiomimicus media ingår i släktet Plagiomimicus och familjen nattflyn. Inga underarter finns listade i Catalogue of Life.